# Notgemeinschaft für eine freie Universität
Die Notgemeinschaft für eine freie Universität war ein Zusammenschluss konservativer Berliner Professoren, der sich, im Februar 1970 gegründet, als Ziel gesetzt hatte, angebliche kommunistische Gefahren an den Berliner Hochschulen zu bekämpfen. Der Verband, der als Berliner Sektion zum Bund Freiheit der Wissenschaft gehörte, bestand bis 1991.
Die Initiative zur Gründung der Notgemeinschaft ging Ende 1969 von Ernst Fraenkel aus, der als einer der „Väter“ der modernen Politikwissenschaft in der Bundesrepublik Deutschland und West-Berlin gilt und mit Der Doppelstaat Verfasser wesentlicher Standardliteratur über das nationalsozialistische Deutschland ist. In der Zeit des Nationalsozialismus war er als Jude (auch im Widerstand gegen den Nationalsozialismus) gezwungen, Deutschland zu verlassen und fühlte sich als Remigrant durch die Unruhen an den Universitäten bedroht. Beispielsweise fragte er: „Fängt das nun in Deutschland schon wieder an?“.
Aber auch Äußerungen von Professoren, die der Studentenbewegung zuerst sehr positiv gegenüber eingestellt waren, lauteten damals ähnlich. So erhob Jürgen Habermas den Vorwurf des „Linksfaschismus“ und Max Horkheimer wies darauf hin, „eine Affinität zur Geisteshaltung der nach der Macht strebenden Nazis“ sei „unverkennbar“. Bei der Bewegung gehe es „um die Freude am Krawall“ und das „Ausleben von Aggressionen“. Mittlerweile gibt es ähnliche Äußerungen auch von ehemaligen Mitgliedern der Studentenbewegung, die sich von ihr abgewendet haben, beispielsweise von Götz Aly.
Auf der einen Seite kämpften damals also Studenten gegen „faschistische“ Strukturen des deutschen Staates und beanspruchten, den deutschen Widerstand stellvertretend nachzuholen, während die andere Seite für sich in Anspruch nahm, diese Proteste als Gefährdung der jungen Demokratie zu bewerten und Parallelen zum Ende der Weimarer Republik zog. Aus diesen Gegensätzen wuchs die damalige Auseinandersetzung besonders an den Hochschulen.
Im Jahr 1971 bestand der Vorstand aus 10 Personen, unter anderem Thomas Nipperdey, Ernst Büchi, Hans Joachim Geisler, Stanislaw Karol Kubicki und Jürgen Domes. Weitere frühe Vorstandsmitglieder waren Georg Nicolaus Knauer, Otto von Simson, Rita Braun-Feldweg und Michael Wolffsohn.
Der Notgemeinschaft gehörten um die 60 Hochschullehrer und Wissenschaftler an. Der klandestin operierende Verband, der nur über ein Berliner Postfach erreichbar war, entwickelte eine erhebliche Öffentlichkeitsarbeit. Penibel listete er „kommunistische Unterwanderungsbemühungen“ im Hochschulbereich und in anderen gesellschaftlichen Bereichen, etwa der evangelischen Kirche, auf. Diese Dokumentationen, betitelt etwa „Berliner Hochschulen unter Hammer und Sichel“, gingen an über 11.000 Multiplikatoren, darunter Presseagenturen, alle Abgeordnete des Bundestages und der Landtage, Landesregierungen, wissenschaftliche, kirchliche und politische Institutionen, Behörden, Gewerkschaften, Arbeitgeberverbände und Hochschulen im In- und Ausland.
Erhebliches Aufsehen erregte die Notgemeinschaft mit der Veröffentlichung von Mitgliederlisten linker Studentenverbände und Gruppeninterna von linken Gruppen, die ihr wohl zum Teil von Sicherheitsbehörden zugespielt wurden. Regelmäßig verschickte die Notgemeinschaft Listen von bis zu 1500 Namen von Studenten, Assistenten und Professoren, die sie zu dem Umfeld verfassungsfeindlich geltender Parteien und Gruppen wie zum Beispiel der Aktionsgemeinschaft von Demokraten und Sozialisten zählte. Sie wurden als „Helfer verfassungsfeindlicher Organisationen und Agenten eine kommunistischen Diktatur“ bezeichnet. Um auf die Schwarze Liste zu kommen, konnte es schon reichen, einen Offenen Brief unterzeichnet oder an einer Diskussionsrunde teilgenommen zu haben, zu der Kommunisten eingeladen hatten. Das betraf unter anderem Urs Jaeggi, Klaus Holzkamp, den Staatsrechtler Heinz Wagner sowie Wolfgang Fritz Haug. Im Jahr 1980 traf eine solche Veröffentlichung auf Kritik der Gewerkschaft Erziehung und Wissenschaft, des damaligen FU-Präsidenten Eberhard Lämmert und stellvertretenden Hochschulsenators Jürgen Brinckmeier.
Die Notgemeinschaft griff in den 1970er Jahren auch hochrangige Universitätsvertreter wie den FU-Präsidenten Eberhard Lämmert und die FU-Vizepräsidentin Margherita von Brentano sowie Politiker wie den Berliner Wissenschaftssenator Peter Glotz an. Die evangelischen Studierendengemeinden wurden als »Kristallisationspunkte der Volksfronten an den Hochschulen« bezeichnet.
Mitglieder der Notgemeinschaft waren unter anderem:
- Ursula Besser
- Jürgen Domes
- Wolfram Fischer[8]
- Dieter Heckelmann
- Roman Herzog[10]
- Helmut Kewitz
- Michael Kloepfer
- Folkmar Koenigs
- Klaus Motschmann
- Thomas Nipperdey
- Ernst Nolte
- Bernd Rüthers
- Rupert Scholz
- Alexander Schwan
- Otto von Simson
- Ernst Topitsch
- Michael Wolffsohn
- Jürgen Zabeck
- Hans-Eberhard Zahn